# Geografia de São Tomé i Príncipe

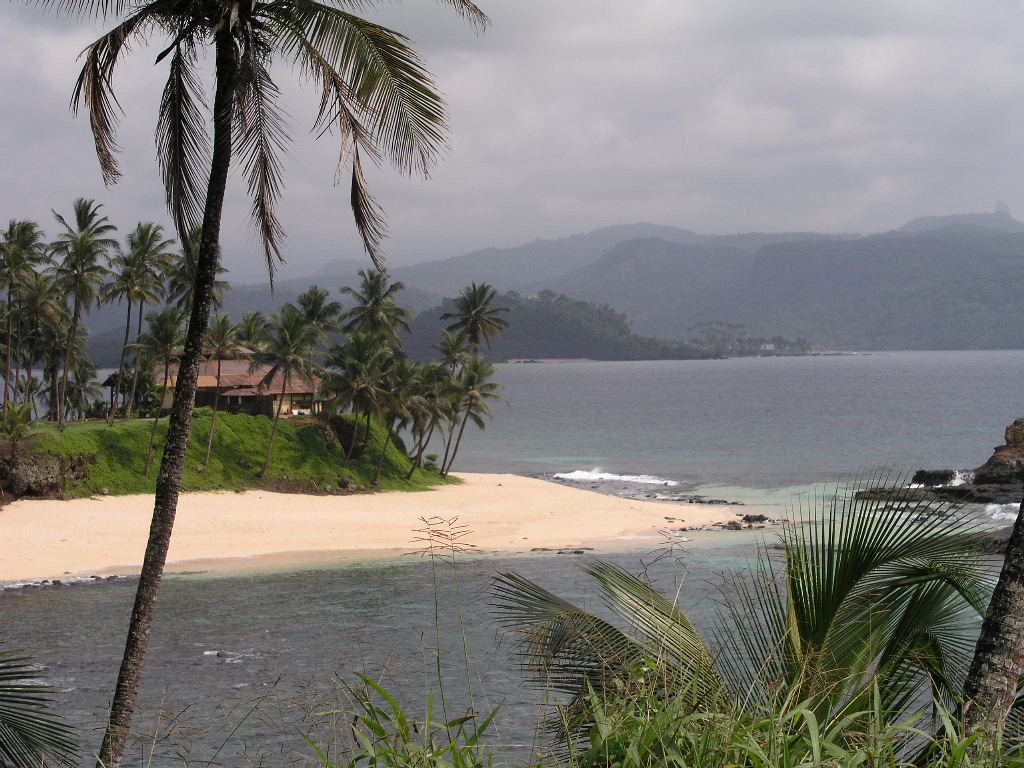
Platja de São Tomé.

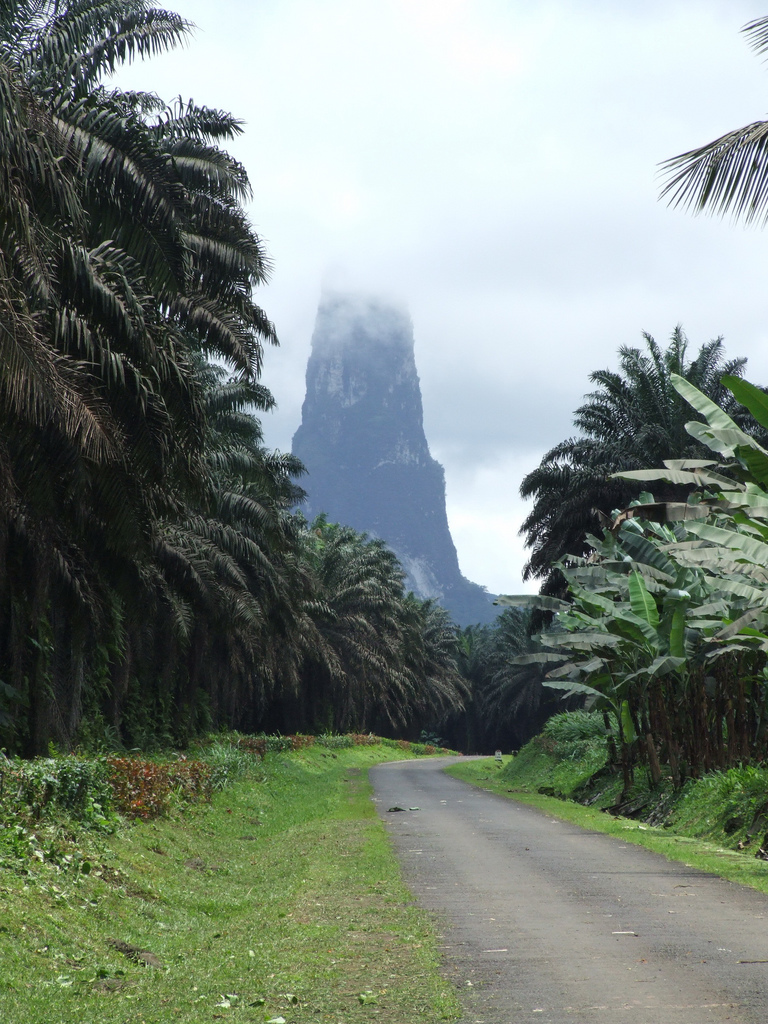
El Pico Cão Grande.

Aquest és un article sobre la geografia de São Tomé i Príncipe, un petit estat insular format per un arxipèlag situat al golf de Guinea en l'oceà Atlàntic equatorial. Les principals illes de la nació són l'illa de São Tomé i l'illa de Príncipe, que donen el nom al país. Estan situades a uns 300 i 250 kilòmetres respectivament de la costa nord-oest de Gabon a Àfrica Occidental. Les coordenades geogràfiques són una latitud de 1°00′N i una longitud de 7°00′E.
São Tomé i Príncipe constitueix un dels països més petits d'Àfrica, amb 209 kilòmetres de línia costanera. Ambdues formen part d'un massís volcànic extingit, que també inclou l'illa de Bioko a Guinea Equatorial al nord i Mont Camerun a l'oest. São Tomé és 50 kilòmetres més gran i 30 kilòmetres d'ample, la més muntanyosa de les illes. El seu cim més alt, el Pico de São Tomé, té 2.024 metres. Príncipe té uns 30 kilòmetres de llarg i 6 kilòmetres d'ample. El seu principal cim, Pico de Príncipe, fa 948 metres. Això fa de la superfície total del país 1.001 km², aproximadament cinc vegades la mida de Washington, D.C. Les dues illes són travessafrs per corrents ràpides que irradien cap avall a través de les muntanyes de boscs frondosos boscos i terres de cultiu al mar. L'equador es troba immediatament al sud de l'illa de São Tomé, que passa a través de l'Ilhéu das Rolas.
El Pico Cão Grande és un cim banyó volcànic de referència, situat a 0° 7′ 0″ N, 6° 34′ 00″ E / 0.11667°N,6.56667°E al sud de São Tomé. S'aixeca dramàticament uns 300 metres sobre el terreny dels voltants i el seu cim es troba a 663 metres sobre el nivell del mar.

## Clima
Al nivell mitjà del mar el clima és tropical, càlid i humit amb una temperatura mitjana anual d'uns 27 °C i poca variació diària. A les altituds de l'interior, la temperatura mitjana anual és de 20 °C i les nits en general són fredes. La precipitació anual varia de 5.000 mm als vessants del sud-oest a 1.000 mm a les planures del nord. L'estació plujosa va d'octubre a maig.

## Vida silvestre
Les dues illes són illes oceàniques i sempre han estat separades de la part continental d'Àfrica Occidental, i per això hi ha una diversitat d'espècies relativament baixa, restringida a aquells que han aconseguit creuar el mar a les illes. No obstant això, el nivell d'endemisme és alta, amb moltes espècies que no es troben a cap altra part del món.